# Yang Hyo-jin
Dans ce nom coréen, le nom de famille, Yang, précède le nom personnel.
Yang Hyo-jin (coréen : 양효진) est une joueuse sud-coréenne de volley-ball née le 14 décembre 1989 à Busan. Elle mesure 1,90 m et joue au poste de centrale. Elle totalise 108 sélections en équipe de Corée du Sud.

## Clubs
| Club                       | De        | À         |
| -------------------------- | --------- | --------- |
| Namsung Girls’ High School | 2005-2006 | 2007-2008 |
| Hyundai Hillstate          | 2008-2009 | …         |

## Palmarès

### Équipe nationale
- Jeux asiatiques
  - Vainqueur : 2014.
  - Finaliste : 2010.
- Coupe d'Asie
  - Finaliste : 2014.
- Championnat d'Asie et d'Océanie
  - Finaliste :2015.

### Clubs
- Championnat de Corée du Sud
  - Vainqueur : 2011, 2016.
  - Finaliste : 2010, 2012.
- Coupe de Corée du Sud
  - Vainqueur : 2019.
  - Finaliste : 2009, 2013.

### Distinctions individuelles
- World Grand Champions Cup féminine 2009: Meilleure contreuse.
- Coupe d'Asie de volley-ball féminin 2010: Meilleure contreuse.
- Coupe d'Asie de volley-ball féminin 2014: Meilleures centrales.